# Schwaara
Schwaara est une commune rurale de Thuringe (Allemagne), située dans l'arrondissement de Greiz et qui fait partie de la communauté d'administration Am Brahmetal.

## Géographie

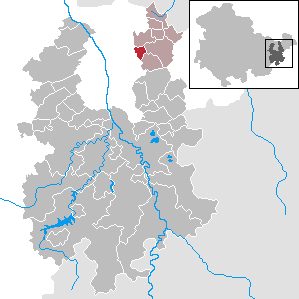
Situation de la commune (en rouge) dans l'arrondissement

Schwaara est située au nord-est de l'arrondissement, à la limite avec la ville de Gera, à 3 km au nord-est et à 33 km au nord de Greiz, le chef-lieu de l'arrondissement.
Communes limitrophes (en commençant par le nord et dans le sens des aiguilles d'une montre) : Brahmenau, Großenstein, Korbußen et Gera (villages de Trebnitz et Dorna).

## Histoire
La première mention de Schwaara date de 1307.
Schwaara a fait partie de la principauté de Reuss branche cadette (cercle de Gera) jusqu'en 1918. Le village a rejoint le nouveau land de Thuringe en 1920 (arrondissement de Gera).
Après la seconde Guerre mondiale,Schwaara est intégré à la zone d'occupation soviétique puis à la République démocratique allemande en 1949 (district de Gera).

## Démographie
Commune de Schwaara :
| 1910 | 1933 | 1939 | 1995 | 2000 | 2005 | 2010 |
| ---- | ---- | ---- | ---- | ---- | ---- | ---- |
| 134  | 136  | 138  | 120  | 154  | 159  | 146  |

## Communications
Schwaara est située à proximité de l'échangeur autoroutier 58a (sortie Gera) de l'autoroute A4 Erfurt-Chemnitz et la route nationale B2 Gera-Zeitz.